# 厚木市立林中学校
厚木市立林中学校（あつぎしりつ はやしちゅうがっこう）は、神奈川県厚木市にある公立中学校。

## 概要
- 校歌
  - 作詞：小島喜一
  - 作曲：曽我晃也

## 沿革
- 1977年（昭和52年）4月 - 厚木市立林中学校として開校
  - 8月 - 校歌制定
  - 9月 - 校旗・校章制定
- 1979年（昭和54年）7月 - プール完成
- 1983年（昭和58年）8月 - 部室棟完成
- 1988年（昭和63年）3月 - 睦合東中学校が分離開校する。
- 1989年（平成元年）8月 - LL教室完成
- 1990年（平成2年）10月 - PC教室完成
- 1993年（平成5年）3月 - 格技場（明林館）完成
- 1996年（平成8年）10月26日 - 創立20周年記念式典実施
- 2006年度（平成18年度） - 給食配膳室完成
- 2007年度（平成19年度） - 給食開始、エレベーター棟完成
- 2008年度（平成20年度） - 南棟校舎耐震及び外壁改修工事実施
- 2009年度（平成21年度） - 西棟校舎耐震及び外壁改修工事実施、南棟校舎屋上防水工事実施
- 2010年度（平成22年度） - 西棟校舎トイレ改修工事実施、LL教室を撤去し多目的教室に改修
- 2014年度（平成26年度） - エアコン設置、南棟校舎（西側）トイレ改修工事実施
- 2016年度（平成28年度） - 創立40周年行事実施

## 通学区域
- 厚木市
  - 吾妻町
  - 王子1丁目
  - 王子2丁目
  - 王子3丁目
  - 戸室4丁目17番26号
  - 林1丁目2番-22番、24番-26番
  - 林2丁目
  - 林3丁目
  - 林4丁目
  - 林5丁目
  - 緑ケ丘1丁目
  - 緑ケ丘2丁目
  - 緑ケ丘3丁目
  - 緑ケ丘4丁目
  - 緑ケ丘 5丁目

## 進学前小学校
- 厚木市
  - 緑ケ丘小学校区
  - 戸室小学校区（一部は南毛利中へ）

## 部活動
- 陸上部
- 野球部
- サッカー部
- 男子バスケットボール部
- 女子バスケットボール部
- 女子バレーボール部
- ソフトテニス部
- 卓球部
- 吹奏楽部
- 美術部
 （2022年3月現在）